# Ceerigaabo
Ceerigaabo (ook geschreven als Erigavo en Erigabo) is een stad in het internationaal niet-erkende Somaliland.
Officieel behoort Ceerigaabo tot Somalië en is het de hoofdplaats van de regio Sanaag. Ceerigaabo telt naar schatting 26.000 inwoners.